# 広島県道64号三次美土里線
広島県道64号三次美土里線（ひろしまけんどう64ごう みよしみどりせん）は、広島県三次市粟屋町と同安芸高田市美土里町横田を結ぶ県道（主要地方道）である。

## 概要

### 路線データ
- 起点：三次市粟屋町（国道54号交点）
- 終点：安芸高田市美土里町横田（高田インター(西)交差点、広島県道・島根県道6号吉田邑南線交点）
- 総延長：20.4 km

## 歴史
- 1960年（昭和35年）10月10日 - 広島県告示第682号により広島県道39号金屋三次線（一般県道）として認定される。
- 1972年（昭和47年）11月1日 - 県道番号再編により広島県道178号金屋三次線に改称する。
- 1982年（昭和57年）4月1日 - 建設省（当時）告示第935号により広島県道178号金屋三次線の大部分が主要地方道三次美土里線に指定される。
- 1982年（昭和57年）8月12日 - 広島県告示第848号により広島県道64号三次美土里線が認定される。
- 1993年（平成5年）5月11日 - 建設省から、県道三次美土里線が三次美土里線として主要地方道に再指定される[1]。
- 2004年（平成16年）3月1日 - 高田郡の全6町（甲田・高宮・美土里・向原・八千代・吉田各町）が対等合併して安芸高田市が成立したことに伴い終点の地名表記が高田郡美土里町横田から安芸高田市美土里町横田に変更される。

## 路線状況
1999年（平成11年）ごろは広島県道・島根県道4号甲田作木線との交点から東側は、ほぼすべての区間が未改良だったが、10年ほどで大幅に改良が進み、2013年時点では、安芸高田市高宮地域の一部区間（旧甲田町との境から広島県道325号船木上福田線交点までの区間・この区間も1.5車線程度の幅はある。）が未改良区間として残っている程度で、大幅に道路状況は改善された。

### 道の駅
- 道の駅北の関宿安芸高田（安芸高田市美土里町横田）

## 地理

### 通過する自治体
- 三次市
- 安芸高田市

### 交差する道路
| 交差する道路                    | 市町村名   | 交差する場所 | 交差する場所                    |
| ------------------------------- | ---------- | ------------ | ------------------------------- |
| 国道54号 国道183号 重複         | 三次市     | 粟屋町       | 起点                            |
| 広島県道429号若屋秋町線         | 三次市     | 粟屋町若屋   |                                 |
| 広島県道325号船木上福田線       | 安芸高田市 | 高宮町船木   |                                 |
| 広島県道・島根県道4号甲田作木線 | 安芸高田市 | 高宮町房後   | 房後交差点                      |
| 広島県道179号下北甲田線         | 安芸高田市 | 高宮町原田   | 原田交差点                      |
| 広島県道326号原田吉田線         | 安芸高田市 | 高宮町原田   |                                 |
| 広島県道320号浅塚横田線         | 安芸高田市 | 美土里町横田 |                                 |
| E2A 中国自動車道                | 安芸高田市 | 美土里町横田 | 高田インター交差点 23 高田IC    |
| 広島県道・島根県道6号吉田邑南線 | 安芸高田市 | 美土里町横田 | 高田インター（西）交差点 / 終点 |

### 沿線にある施設など
- 江の川（可愛〔えの〕川ともいう）
- リージャスクレストゴルフクラブ
- 広島ニュージーランド村（閉園）